# Salemi
Salemi é uma comuna italiana da região da Sicília, província de Trapani, com cerca de 11.540 habitantes. Estende-se por uma área de 181 km², tendo uma densidade populacional de 64 hab/km². Faz fronteira com Calatafimi-Segesta, Castelvetrano, Marsala, Mazara del Vallo, Santa Ninfa, Trapani, Vita.

## Demografia
| Variação demográfica do município entre 1861 e 2011                               |
|                                                                                   |
| Fonte: Istituto Nazionale di Statistica (ISTAT) - Elaboração gráfica da Wikipedia |